# Palace (série télévisée)
Pour les articles homonymes, voir Palace.
Palace est une série télévisée française humoristique, créée par Jean-Michel Ribes sur le modèle de l'émission italienne Grand Hotel et produite par Christian Fechner. Elle est diffusée en six épisodes de 75 minutes, à partir du 29 octobre 1988 sur Canal+ durant les plages payantes et cryptées. Puis rediffusée en clair sur la chaîne publique Antenne 2, en neuf épisodes de 52 minutes du 28 avril 1989, au 23 juin 1989. En 1991, la série est rediffusée à l'été 1991 sur la même deuxième chaîne publique nationale française. On la retrouve en 1996 sur M6 et sur Monté-Carlo TMC, de 1998 à 2001 puis de 2005 à 2011, sur la chaîne payante Comédie ! avant d'être reprise sur Paris Première à partir de 2011.
L'émission Palace est adaptée au théâtre sous le même titre, par Jean-Michel Ribes et Jean-Marie Gourio avec une mise en scène de Jean-Michel Ribes, au Théâtre de Paris en 2019.

## Origines
À la suite de l'émission Merci Bernard diffusée de 1982 à 1984, Christian Fechner demande à Jean-Michel Ribes de réfléchir à une série de comédies qui serait produite en première partie de soirée sur chaîne de télévision nationale. Durant un entretien de deux heures, ils eurent l'idée d'un lieu qui fasse rêver le public et qui pourrait refléter l'époque dont on pourrait se moquer. Très vite, l'idée d'un palace où le monde entier pourrait pénétrer est née. Jean-Michel Ribes constitua aussitôt une équipe d'auteurs qu'il dirigerait : Roland Topor, Jean-Marie Gourio, Gébé, Georges Wolinski, Willem, François Rollin, François Morel…

La première diffusion eut lieu sur Canal+ en 1988. L'émission comptait six épisodes de 75 minutes et fut diffusée sans interruption pendant trente ans sur de nombreuses chaînes de télévision.

## Synopsis
L'action se situe, comme le titre l'indique, dans un palace ou grand hôtel. Des saynètes humoristiques sans queue ni tête s'enchaînent tout au long de l'émission dans différents lieux du palace (cuisine, réception, ascenseur, chambre, etc.).
Quelques moments récurrents ponctuent les émissions : Service Palace, où le personnel rend aux clients les services les plus inattendus, Brèves de comptoir, où Jean Carmet expose quelques généralités ambitieuses, ou encore les scènes récurrentes où un client, toujours le même, exige de parler au directeur pour se plaindre, puis est calmé de façon sereine et courtoise par les explications les plus loufoques de celui-ci.

## Distribution
- Valérie Lemercier : Lady Palace / une gardienne du bon goût / la présidente du Club de celles qui ne ressemblent pas à Madonna / la princesse Ulla de Croatie / la juge roumaine / une auditrice du professeur Rollin / la duchesse financée par Buvard d'or
- Valérie Benguigui : Louise, la soubrette / l'ambassadrice de Bulgarie
- Jean Carmet : le pilier de comptoir
- Marie-Pierre Casey : l'audimat-girl tueuse
- Les Audimat-girls[4]
- Ronny Coutteure : le serveur en cuisine
- Darry Cowl : standardiste du « groom service »
- Éva Darlan : Thalie / Arlette / la femme du mari qui pêche dans une baignoire / la femme qui allume son mari/ Ginger
- Thierry Desroses : un des grooms
- Marc Dudicourt : Émile / l'académicien / l'homme qui veut changer d'opinion sur son beau-frère / l'homme qui veut changer sa date de naissance / l'homme qui a gagné deux fois la suite royale
- Jacques François : Félix, le maître d'hôtel
- Philippe Khorsand : John/Lox, le directeur du Palace
- Franck de Lapersonne[5] : Combier, l'assistant du Docteur Swift / le roi Dragomir II de Croatie / Monsieur Anus / l'utilisateur des toilettes publiques
- Jacqueline Maillan : le Docteur Hélène Swift
- Ged Marlon : Henri, le barman / le champion du monde de patin artistique
- François Morel : Alfred, le groom mythomane
- Marcel Philippot : le client mécontent
- Claude Piéplu : Hugues-Jean Landreau, l'homme aux clefs d'or
- François Rollin : le professeur Rollin / le journaliste sportif / l'interprête
- Renée Saint-Cyr, Dominique Blanchar : les gardiennes du bon goût
- Luc-Antoine Salmon : Luigi, un serveur
- Laurent Spielvogel : Gontran, le chef de rang

### Invités
- Pierre Arditi : l'homme à la boule de pétanque dans son potage / l'homme qui aimait un chœur / l'homme qui se dispute avec sa femme / Robert
- Jean-Marie Bigard[6] : un serveur dans la séquence où tout le personnel espionne les nouveaux mariés
- Michel Blanc : un vérificateur d'audimat
- Franck-Olivier Bonnet : le responsable du RAID / un auditeur d'Alfred / un homme bloqué sur l'escalier en panne / le chef cuisinier / le maître nageur / un pêcheur en baignoire / baron ulrich
- Bruno Carette : le toréador Sánchez y Ramirón / Monsieur Plantagrain / l'un des deux hommes des Conversations sur la terrasse
- Alain Chabat : le client fugitif / le mari qui commande des bises pour sa femme/ le patineur français
- Christian Clavier : Louis Briffaud, le chef cuisinier
- Hélène Duc : la vieille dame intéressée par la partouze (1er épisode)
- Michel Duchaussoy : le ministre du Tourisme
- André Dussollier : le client avec le rêve 24 / le client avec le seau à champagne
- Laurent Gamelon : le meneur des terroristes / Roger, le client du Royal King
- Pierre Gérald : le petit vieux dans la séquence de la partouze (1er épisode)
- Nane Germon : une cliente au restaurant
- Florence Giorgetti : la femme du mari infidèle sauvé par un poulpe / la femme vendue à 49 %
- Roland Giraud : le mari amoureux de sa femme/ Pierre-André
- Bunny Godillot : l'épouse du petit vieux dans la séquence de la partouze (1er épisode)
- Roger Hanin : le chef cuisinier 3 étoiles Cussier / le roi Lucien XLVII / le client au régime / le client qui demande l'heure / le client qui cherche sa saucisse de Francfort
- Clément Harari : le roi Dragomir de Croatie (qui chasse le cerf) / Le client qui devient Président de la République
- Sabine Haudepin : la femme des Conversations sur la terrasse
- Gérard Lanvin : Richardson, le client apprenti-cuistot / un vérificateur d'audimat / l'homme dont la famille a été dévorée par le requin Jimbo
- Chantal Lauby : Léonie Plantagrain / la femme qui commande une bise pour son mari
- Carole Laure : la fille du rêve / la cliente avec une mouche dans son potage
- Dominique Lavanant : l'adjointe du ministre du Tourisme
- Tonie Marshall : la femme au collier d'émeraude / la femme à la tartine tombant du bon côté
- Pierre Mondy : le vérificateur de chez Canibouffe / le directeur de Tourisme International / Georges / Le client du 14e étage dans l'ascenseur / Un des amateurs de la séquence de la partouze.
- Daniel Prévost : le veilleur de nuit qui s'ennuie / un joggeur / le chercheur d'or / le client ayant mauvaise conscience
- Dimitri Rougeul : un enfant dans la séquence où tout le monde est en manque de bacon
- Jacques Sereys : l'organisateur de la partouze / le duc financé par Canibouffe / l'un des deux hommes des Conversations sur la terrasse
- Pierre Tornade : le client payant l'addition à « la tête du client »
- Jean Yanne : l'auteur de Grenouillette et Grenouillot visitent la mare du Père Huchot / l'alcoolique anti-tiers monde / le pêcheur en baignoire / le mari infidèle sauvé par un poulpe / le mari qui a vendu 49 % de sa femme

## Sketches des émissions en 9 épisodes

### 1reémission
- Y-a-t-il des femmes nues au Palace ? ;
- Les toilettes sont-elles publiques ou privées ? ;
- Moment d'érotisme intense dans la suite 120... ;
- Pas question de payer un rêve que l'on a pas commandé au Dream Service ;
- Comment devenir milliardaire lorsqu'on est veilleur de nuit au Palace ? ;
- Comment le directeur du Palace échappe deux fois à un client spécialement râleur... ;
- Les différents trucs du groom standardiste chargé de réveiller la clientèle ;
- Comment s'aimer avec passion sans risque microbien ;
- Les expériences passionnantes du docteur Swift ;
- L'homme aux clés d'or ;
- Terrorisme et terreur ;
- Les services Palace[7].

### 9eémission
- Un couple qui s'insulte dans la salle à manger, sauvé par l'accordeur de violon;
- Dragomir 1er, roi de Croatie, a l'habitude de chasser à courre tous les samedis, même au Palace ;
- Il est tard, si nous conversions sur la terrasse ;
- L'homme aux clés d'or vous met en garde si vous avez la fantaisie de laisser déborder votre baignoire ;
- Comment le directeur échappe deux fois de suite à son ennemi le client sadique ;
- Lorsqu'un académicien meurt au Palace, on oublie souvent qu'il s'agit d'un immortel d'où quelques tracas ;
- Quand le coq est fatigué, le service des réveils utilise le chant du lapin ;
- Au restaurant, on choisit ses mets sur pied ;
- Depuis le temps que l'homme aux clefs d'or travaille au Palace, il a vu beaucoup de choses à savoir la grande verrière: il nous raconte ;
- Lady Palace nous dit comment reconnaître les péripatéticiennes au Palace ;
- Le serveur demande ses plats en cuisine et il les reçoit[8].

## Postérité
- À partir de 2004, la mutuelle d'assurance MAAF reprend dans ses publicités télévisées les codes de la série ainsi que l'une des rubriques mythiques de la série, « Appelez-moi le directeur ! », ce que Jean-Michel Ribes accepte aux conditions d'en garder les mêmes acteurs et artistes et d'en rester le réalisateur[9]. La vente du sketch est arrangée sans égard aux co-auteurs vivants selon François Rollin[10],[11], dont les collaborations avec le directeur du Rond-Point cessent alors. Philippe Khorsand et Marcel Philippot reprennent leurs rôles respectifs. Le duo a été rejoint en été 2007 par Eva Darlan, et depuis août 2007, Marcel Philippot, Laurent Gamelon, puis Daniel Prévost à partir de novembre 2007, occupent à tour de rôle le client mécontent. Le rôle du directeur est repris par Bernard Farcy à la suite du décès de Philippe Khorsand, puis par Laurent Gamelon.
- La série a également permis de révéler Valérie Lemercier au grand public.

## Les séquences récurrentes
Appelez-moi le directeur !
Un client très exigeant (Marcel Philippot) se plaint constamment d'un événement inacceptable survenu dans l'hôtel (traces de pied sur un siège, bain froid, clochard installé au pied du lit). Le directeur se tire toujours d'affaire en lui fournissant une explication absurde. Le client mécontent termine invariablement le sketch par les mots : « Je l'aurai un jour, je l'aurai ! »
Cette scène a été reprise dans les années 2000 dans une publicité de la MAAF.
Le professeur Rollin a toujours quelque chose à dire
François Rollin fournit doctement l'explication (improbable) d'un mot ou d'une expression courante.
Brèves de comptoir
Jean Carmet débite des sentences embrumées d'alcool. Exemples : « Le mouton, c'est tellement con que sa cervelle a pas de goût ! » ; « Il a dû en faire une tête le premier homme qui a fait caca. » ; « Ça revient, la mode du cheval. On en a encore mangé ce midi. » ; « Le haricot fait péter… moi, je dis non : le haricot digéré fait péter. Nuance. » Il s'agit de phrases généralement recueillies par Jean-Marie Gourio, qui a participé à l'écriture de la série.
Soyez Palace chez vous
Gentil John et Thalie expliquent aux « fauchés » comment se donner l'illusion de vivre dans un palace en faisant des jardins à la française avec des suppositoires, des paniers à vin avec des pantoufles, etc.
Les choses à ne pas dire
Les gardiennes du bon goût, un groupe de dames très chic et d'un âge plus que respectable (à part Valérie Lemercier), mentionnent diverses phrases dont il faut s'abstenir quand on veut briller en société. Exemples : « Le colonel a un beau cul… », « Le Louvre, Venise et Mozart me font chier. »
Labo Palace
Le Docteur Swift (Jacqueline Maillan) et son assistant (Franck de Lapersonne) expliquent aux clients intrigués les innovations mises en œuvre au Palace afin d'améliorer leur confort, comme les savonnettes anti-dérapantes ou les tartines tombant du bon côté.
Hep ! Alfred
Alfred (François Morel), le groom mythomane, raconte aux clients épatés ses exploits les plus farfelus (vider l'océan à la cuillère, engrosser la reine du Danemark, prévenir les clients d'un volcan sous l'hôtel, sa nomination comme vice-roi ou comme directeur en chef du Palace...) 
Lady Palace
Lady Palace (Valérie Lemercier) évoque les petits tracas dont on peut être victime dans un palace.
Service Palace
Un groom est appelé dans une chambre pour rendre un service improbable. Par exemple, le service « Autant pour moi » : « Toc toc ! — Entrez ! — Bonjour Monsieur, c'est vous qui avez demandé le service "Au temps pour moi" ?  — Non.  - Ah ! Au temps pour moi ! »
Conversation sur terrasse
Une femme et deux hommes distingués tiennent des propos pseudo-philosophiques d'où il ressort qu'au moins deux d'entre eux souhaitent avoir ensemble des relations sexuelles.
L'homme aux clés d'or vous met en garde
Le réceptionniste du palace (Claude Piéplu) prévient les clients des risques que fait courir l'abus des plaisirs offerts par le palace.
Palace Réclame
Des publicités où les clients sont mis en scène dans des situations vantant les spécificités du Palace (ascenseurs aménagés, serveur tue-mouche…). La publicité se termine par la phrase "Les palaces, je les aime aussi pour ça !", prononcée par le client mis en scène et reprise immédiatement sous forme d'un jingle chanté "Les palaces, on les aime aussi pour ça !".
Le change
Le service de change du Palace est sollicité par des clients désirant tour à tour changer d’opinions, de tête…
Les belles histoires du Palace
Des séquences relativement longues présentant à chaque fois une histoire invraisemblable ayant eu lieu dans le palace, dans un registre généralement plus poétique que les autres sketches.
Groom service
Un groom interprété par Darry Cowl présentait au téléphone les menus loufoques proposés par le palace tels que les œufs brouillés réconciliés ou encore le Paris-Brest "aller/retour". Cependant, ces courtes séquences de deux à trois minutes ont disparu dans l'édition DVD, vraisemblablement pour des problèmes de droits à l'image.